# 蒲生定秀
蒲生 定秀（がもう さだひで）は、戦国時代から安土桃山時代にかけての武将。六角氏、織田氏の家臣。近江国日野城城主。
藤十郎、左兵衛太夫、下野守。下野入道。室は馬淵山城守の娘。

## 生涯
永正5年（1508年）、蒲生高郷の子として誕生（『近江蒲生郡志』所収の「蒲生系図」には「真清（高郷）之四男」とある）。はじめ藤十郎と称し、のち六角定頼の一字を与えられ、定秀と名乗った。
高郷は蒲生氏の分家で、本家の家督は定秀の従兄弟・蒲生秀紀が継いでいたが、秀紀が幕府寄りであったのに対し、高郷・定秀は主君・六角定頼の信任を受けていたため、その後ろ盾を得た。また六角家中有数の重臣である馬淵氏から正室を迎え、六角家中での地位を固めた。
大永2年（1522年）に音羽城の蒲生秀紀を攻撃し、大永3年（1523年）3月に8カ月に及ぶ籠城戦の末に秀紀を降服させ、六角定頼の仲裁で秀紀から定秀に蒲生家の家督を譲る事で和睦が成立し、蒲生家の家督を相続した。また、当時の蒲生氏の居城であった音羽城はこの時に定頼によって破却されている。その後、秀紀を毒殺した。その後、天文年間前半に日野城（中野城）を築き居城とした。
定秀は定頼の家臣として享禄3年（1530年）の京都出陣や享禄4年（1531年）の浅井亮政との戦いなどでは29の首級を挙げるなど（蓑浦の戦い）、定頼の主要な合戦の大半に参加し、大いに武功を挙げた。
天文3年（1534年）、豊楽門院藤原藤子を経由して任官奏請し、後奈良天皇より勅許があり、左兵衛太夫に任じられた。
天文8年（1539年）10月3日、定頼に従って上洛した。
天文18年（1549年）、六角氏が細川晴元に加勢した際、子・賢秀と共に従い、摂津国で三好長慶と戦った。天文21年（1552年）の定頼死後はその子・六角義賢に仕え、伊勢国攻略を任されるなど活躍した。
永禄元年（1558年）に出家し、快幹軒宗智と号した。永禄2年（1559年）には浅井久政の属城であった佐和山城、永禄5年（1562年）には種村三河守が守る八仏手城を攻めている。同年、六角義賢に従って上洛した。
永禄5年（1562年）5月、六角承禎（義賢）に永楽銭を貸与した。承禎は、犬上郡安食庄からの米銭で返済することを約束した。
永禄6年（1563年）、六角氏内部にて観音寺騒動が起こると、後藤高治、続いて主君の六角義治を匿ってその調停と収拾に尽力した。永禄7年（1564年）に小倉宗家に養子に入れていた実隆が小倉西家（小倉氏庶流家の一つ）との抗争の中で敗死すると、定秀は小倉西家の拠点である山上城や八尾城を報復攻撃し、小倉西家を滅ぼして所領を拡大した。
永禄10年（1567年）、六角氏式目に六角氏の宿老として署名している。永禄11年（1568年）、六角氏が滅亡した後は織田信長に仕えた。
天正7年（1579年）3月17日、死去。72歳。

## 人物・逸話
- 六角家の重臣の中では重鎮の中の重鎮であり、永禄5年（1562年）には徳政令を独自に発布している。
- 内政面にも優れ、定頼の信任を受けて城下町の形成や商業対策などを行なっている。日野椀の製造は城下町の成立と共に始められた。また、鉄砲の重要性を早くから認識しており、日野城下に鉄砲職人を招聘している[注 1]。
- 次男の茂綱を佐々木一族の青地氏へ、三男の実隆を伊勢攻略の前任者である小倉氏の養子に入れ、娘を伊勢の関盛信・神戸具盛に嫁がせるなど、婚姻政策によって独自の勢力を築いた。

## 系譜
- 父：蒲生高郷（? - 1530年）
- 母：不詳
- 正室：馬淵山城守の娘
  - 長男：蒲生賢秀（1534年 - 1584年）
  - 次男：青地茂綱（? - 1570年） - 青地長綱の養子
- 生母不明の子女
  - 三男：小倉実隆（? - 1564年） - 小倉実光の養子
  - 女子：関盛信正室
  - 女子：神戸具盛室

- 『近江蒲生郡志』では、賢秀、青地茂綱、女子（神戸友盛室）、女子（美濃部上総介室）、小倉実隆、女子（池田忠知室、早世）、女子（関盛信室）[11]。
- 『藩翰譜』では、賢秀、小倉実隆、某（藤右衛門尉）、青地茂綱、女子（神戸友盛の妻）、女子（関盛信の妻）[10]。

- 天正11年（1583年）、羽柴秀吉の妻となった（三条殿）について、「信楽院本蒲生系図」では定秀の娘、賢秀の妹としているが、『近江蒲生郡志』は、定秀の娘としては年代が合わず、賢秀の娘の中にも三条殿は見えないため、賢秀の猶子であろうとしている[12]。

### 兄弟姉妹
- 『近江蒲生郡志』では、女子（岩室直祐室）、女子（河井甲斐守室）、女子（蒲生秀紀室）、堯清（浄厳坊門弟）、女子（美濃部下総守室）、賢洪（中山金光院）、秀洪（山城守）、梵純（青木玄蕃允）[11]。